# Expendables : Unité spéciale
Pour les articles homonymes, voir The Expendables.
« Les Sacrifiés (film, 2010) » redirige ici. Pour le film sorti en 1945, voir Les Sacrifiés.
Série Expendables
Expendables 2 : Unité spéciale
(2012)
Pour plus de détails, voir Fiche technique et Distribution.
Expendables : Unité spéciale ou Les Sacrifiés au Québec (The Expendables) est un film d'action américain coécrit et réalisé par Sylvester Stallone et sorti en 2010. Premier volet de la série de films du même nom, il est suivi des films Expendables 2 : Unité spéciale (2012), Expendables 3 (2014) et Expendables 4 (2023).
Le film suit Barney Ross (Sylvester Stallone) qui dirige l'unité spéciale des « Expendables » qui réunit l'ancien S.A.S spécialiste en armes blanches Lee Christmas (Jason Statham), l'expert en arts martiaux Yin Yang (Jet Li), le tireur d'élite Gunnar Jensen (Dolph Lundgren), le spécialiste des armes lourdes Hale Caesar (Terry Crews) et l'expert en destruction Toll Road (Randy Couture). Ils n'ont jamais connu d'autre mode de vie que la guerre et n'ont de loyauté qu'envers les membres de leur propre équipe. Au cours d'une mission pour stopper la prise d'otages d'un groupe de pirates près des côtes somaliennes, Jensen provoque une fusillade, avant un désaccord moral avec Yang qui lui vaut d'être exclu de l'équipe. Alors que l'ancien coéquipier Tool refuse la proposition de Ross de remplacer Jensen, un agent de la CIA surnommé Monsieur Chapelle charge l'équipe d'une nouvelle mission sur l'île de Vilena pour y renverser le général Garza. Une reconnaissance des lieux faite par Ross et Christmas leur permet de faire la connaissance de Sandra, la fille de Garza, et d'apprendre que le général est manipulé par James Munroe, un ancien membre de la CIA, qui compte faire fortune grâce à un trafic de cocaïne local.

## Synopsis
Ils n'ont jamais connu d'autre mode de vie que la guerre. Ils n'ont de loyauté qu'envers les membres de leur propre équipe. Ce sont les « Expendables », une unité spéciale réunissant : Barney Ross, chef et cerveau de l'équipe ; Lee Christmas, ancien S.A.S et spécialiste en armes blanches ; Yin Yang, expert en arts martiaux ; Gunnar Jensen, tireur d'élite ; Hale Caesar, spécialiste des armes lourdes, et Toll Road, expert en destruction.
L'équipe est déployée dans le Golfe d'Aden, près des côtes de Somalie, pour arrêter des pirates réclamant une rançon contre la libération d'otages. Jensen provoque une fusillade puis a un désaccord moral avec Yang à propos de pendre un pirate. Finalement,  Ross intervient, mettant fin à la bagarre. L'équipe traverse ensuite La Nouvelle-Orléans vers sa base, durant le voyage Jensen est attaché afin qu'il se calme, Christmas finit par le libérer. En remerciement, Jensen lui offre son couteau.
Christmas rend visite à sa petite amie, Lacy (Charisma Carpenter), et découvre qu'elle l'a quitté pour un autre homme. Christmas s'en va, emporté par la colère, alors que Lacy lui explique qu'elle l'a quitté car elle ne le voit pas souvent et qu'elle ne sait toujours pas quel est son métier. Au même moment, Ross rend visite à un ancien coéquipier, Tool (Mickey Rourke), et lui propose de revenir dans l'équipe car Jensen a été renvoyé (à cause de son traumatisme psychologique et de sa dépendance à l'égard de la drogue). Tool refuse la proposition de Ross, préférant essayer de trouver une femme avec laquelle il pourra finir sa vie. Le téléphone sonne, une nouvelle mission se prépare, Tool se charge de prendre rendez-vous à la demande de Ross. Pendant ce temps, sur Vilena, une île située entre le Golfe du Mexique et l'Amérique du Sud, des soldats rentrent du front et amènent de prétendus « traîtres » à l'impitoyable dictateur et général Garza (David Zayas). Celui-ci interroge les otages et les accuse de vol, bien que ces derniers clament leur innocence. Alors que Garza s’apprête à abattre un otage, un autre homme tire le premier : il s'agit de James Munroe (Eric Roberts). Celui-ci est accompagné par ses sbires, Paine (Steve Austin) et Lawrence Sparks dit « le Brit » (Gary Daniels). Pour Munroe les otages sont des menteurs et Garza finit par éliminer les deux otages restants.
Dans une chapelle, Ross et son rival Trench Mauser (Arnold Schwarzenegger) rencontrent un homme qui répond au nom de « Monsieur Chapelle » (Bruce Willis). Il leur offre une mission à Vilena pour y renverser le général Garza. Trop occupé et jugeant qu'il faut être idiot pour accepter cette mission, Trench renonce. De retour à sa base, Ross consulte des documents qui concernent l'île, mais il est interrompu par Jensen : constatant qu'une nouvelle mission attend les Expendables, il supplie Ross de ne pas le remplacer, mais ce dernier juge qu'il ne peut plus lui faire confiance et Jensen finit par partir très amer. Un peu plus tard, Ross retrouve tous ses équipiers pour leur faire part de la mission, puis seulement accompagné de Christmas, il s'envole jusqu'à Vilena pour faire la reconnaissance des lieux. Après avoir rencontré leur contact, Sandra (Giselle Itié), chargée de les aider dans leur mission, Ross apprend que Munroe soutient, manipule et garde Garza au pouvoir de façon que son peuple le craigne. Alors que Sandra se révèle être la fille de Garza, Ross et Christmas décident d'intervenir et font de nombreuses victimes parmi l'armée, il leur faut fuir de l'île, mais Sandra refuse de partir, ne voulant pas laisser son peuple souffrir. Pendant ce temps, cherchant à se venger, Jensen se rapproche de Garza et Munroe pour les aider.
De retour à leur base, Ross et Christmas, sont rejoints par Yang. Ils en déduisent que M. Chapelle est un membre de la CIA, que l'objectif réel est Munroe, qui est justement un ex-officier de la CIA, et donc que cette dernière ne peut pas tuer un des leurs en envoyant les Forces spéciales de l'armée. Ross décide finalement de refuser le job. Plus tard, Christmas rend de nouveau visite à Lacy et constate que son nouveau petit ami l'a violemment agressée. Christmas retrouve Paul et ses amis dans un terrain de basket-ball de rue locale, Christmas gagne sans problème la violente bagarre qui éclate, puis ramène Lacy chez elle. Toutefois, leur relation est laissée ambivalente. Pour évacuer ses sentiments de culpabilité, Ross se confie à Tool, ce dernier lui fait une confession émotionnelle au sujet d'une femme qu'il a laissée se suicider au cours de la guerre de Bosnie, et comment il a estimé que s'il l'avait sauvée, il aurait pu sauver ce qui restait de son âme. En entendant cela, Ross change d'avis et veut retourner sur l'île pour Sandra, qui pendant ce temps a été capturée et torturée par Munroe. Ross annonce à Christmas et à Yang qu'il agira seul, mais Yang décide de l'accompagner quand même. Sur la route, ils sont suivis par Jensen. Une fusillade éclate et la poursuite se termine dans un entrepôt abandonné, où Yang et Jensen se battent une seconde fois. Ross finit par tirer sur Jensen qui tentait d'empaler Yang. Blessé, croyant être sur le point de mourir, Jensen fait amende honorable et avoue tout ce qu'il sait. Ross et Yang montent dans leur avion et trouvent le reste de l'équipe prêt à les aider.
Infiltrés dans le palais de Garza, les Expendables se séparent et disposent des explosifs à travers le site. Après avoir délivré Sandra, Ross est capturé par le Brit et Paine, mais rapidement sauvé par Yang, Christmas et Road. Le Brit meurt en se faisant briser le cou par Yang. Après un combat contre Ross, Paine s'échappe, au même moment Yang, Christmas et Road sont bloqués dans une fusillade, Caesar arrive à la rescousse et fait le ménage avec un fusil automatique (Un AA12) . Pendant ce temps-là, le général Garza change d'avis au sujet de Munroe après s'être rendu compte qu'il a changé pour le pire en ayant vu sa fille torturée. Résolu à prendre la responsabilité de ses actions autour de son pays, le général Garza rend l'argent que Munroe lui a donné et exige que Sandra soit libérée, il dira à celle-ci qu'elle est ce qu'il aurait dû être il y a longtemps. Mais avant que Garza agisse davantage, l'équipe est de nouveau acculée par les hommes de Garza. Munroe et Paine finissent par tuer Garza et plusieurs de ses gardes du corps, entraînant les hommes fidèles à Garza qui croient que les Expendables ont tué leur chef et le feu s'ouvre dans la rage. Toute l'équipe se bat et se fraie un chemin à travers les soldats de Garza. En faisant exploser une bombe, Ross et Caesar parviennent à détruire l'hélicoptère que Munroe voulait utiliser pour fuir, pendant que Road tue Paine en l'envoyant dans un feu. Ross et Christmas rattrapent Munroe et le tuent. Au lieu de prendre le paiement de la mission, Ross le donne à Sandra pour qu'il serve à la reconstruction de Vilena.
L'équipe retourne à La Nouvelle-Orléans célébrer leur victoire au salon de tatouage de Tool. Jensen s'avère être toujours vivant et avoir réintégré l'équipe après avoir été pardonné par Yin Yang. L'équipe finit par quitter le salon de tatouage, chacun chevauchant sa moto.

## Fiche technique
Sauf indication contraire, les informations mentionnées dans cette section peuvent être confirmées par la base de données cinématographiques IMDb,  présente dans la section « Liens externes ».
- Titre original : The Expendables
- Titre français : Expendables : Unité spéciale
- Titre québécois : Les Sacrifiés
- Réalisation : Sylvester Stallone
- Scénario : Dave Callaham et Sylvester Stallone, d'après une histoire de Dave Callaham
- Musique : Brian Tyler
- Photographie : Jeffrey L. Kimball et Matthew F. Leonetti (seconde équipe)
- Décors : Franco-Giacomo Carbone (en)
- Directeur artistique : Robert Gould
- Costumes : Lizz Wolf
- Montage : Ken Blackwell et Paul Harb
- Distribution des rôles : Deborah Aquila et Tricia Wood
- Production : Avi Lerner, John Thompson et Kevin King Templeton
- Sociétés de production :  Millennium Films et Nu Image
- Sociétés de distribution : Lions Gate Film (États-Unis), Metropolitan Filmexport (France)
- Pays d'origine :  États-Unis
- Genre : action
- Durée : 103 minutes, 109 minutes (version longue)
- Format : couleurs - 35 mm - 2.35:1 - Son Dolby DTS
- Budget : 80 000 000 de dollars[1]
- Dates de sortie[2] :
  - États-Unis, Canada : 13 août 2010
  - France : 18 août 2010
- Classification : 
  - États-Unis : classé R lors de sa sortie en salles
  - France : interdit aux moins de 12 ans lors de sa sortie en salles

## Distribution

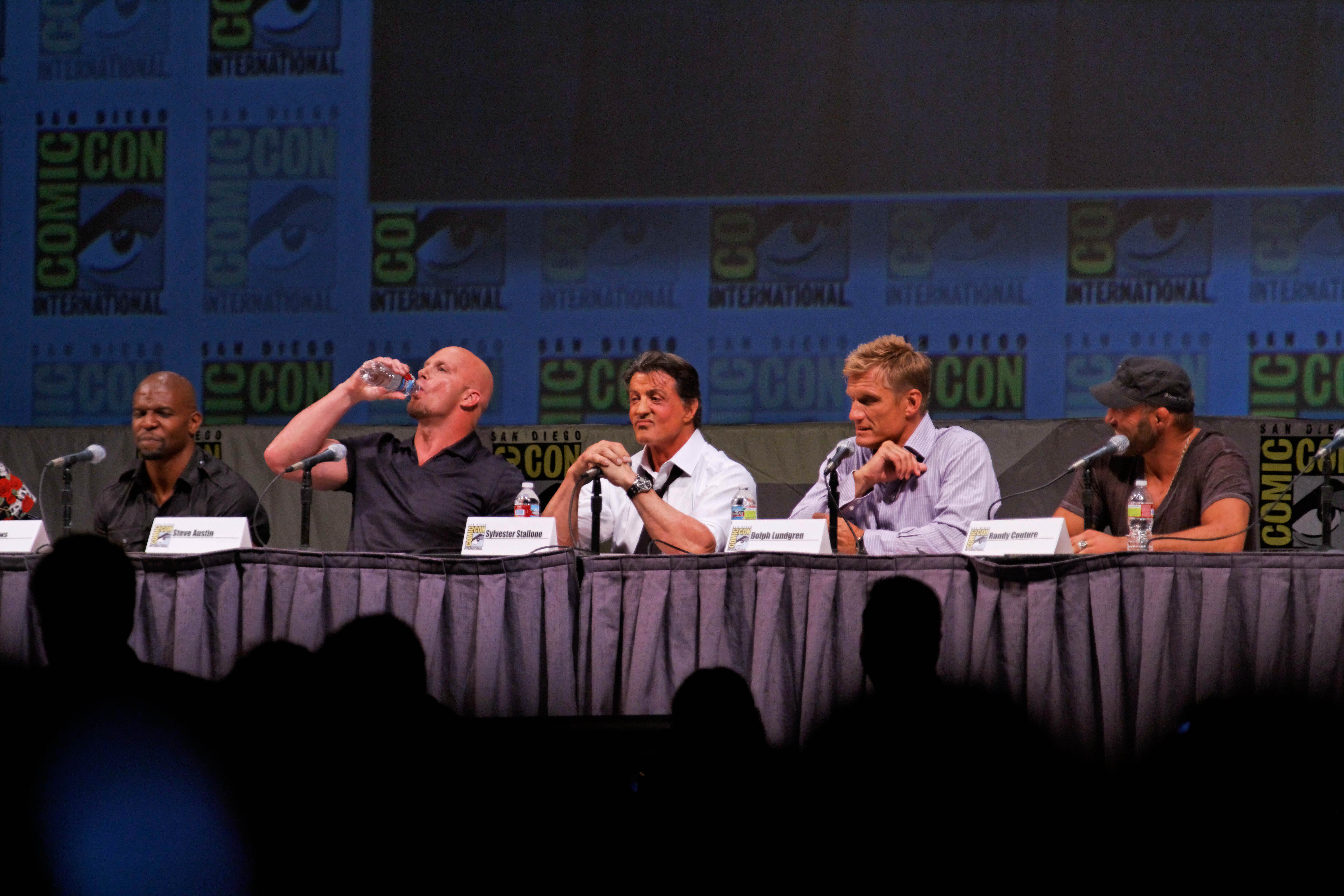
Crews, Austin, Stallone, Lundgren et Couture présentant The Expendables au San Diego Comic-Con International de 2010.

- Sylvester Stallone (VF : Alain Dorval et VQ : Pierre Chagnon) : Barney Ross
- Jason Statham (VF : Boris Rehlinger et VQ : Louis-Philippe Dandenault) : Lee Christmas
- Jet Li (VF : Pierre-François Pistorio et VQ : Jacques Lussier) : Yin Yang
- Dolph Lundgren (VF : Luc Bernard et VQ : Pierre Auger) : Gunnar Jensen
- Randy Couture (VF : Serge Biavan et VQ : Thiéry Dubé) : Toll Road
- Terry Crews (VF : Frantz Confiac et VQ : Widemir Normil) : Hale Caesar
- Mickey Rourke (VF : Michel Vigné et VQ : Benoit Rousseau) : Tool
- Eric Roberts (VF : Renaud Marx et VQ : Daniel Picard) : James Munroe
- Giselle Itié (VF : Ethel Houbiers et VQ : Catherine Hamann) : Sandra
- Steve Austin (VF : Sylvain Lemarié et VQ : Patrick Baby) : Dan Paine
- David Zayas (VF : Enrique Carballido et VQ : Manuel Tadros) : Général Garza
- Charisma Carpenter (VF : Malvina Germain et VQ : Viviane Pacal) : Lacy
- Gary Daniels (VF : Raphaël Cohen) : Lawrence Sparks / Le Brit
- Bruce Willis (VF : Patrick Poivey et VQ : Jean-Luc Montminy) : M. Chapelle (caméo)
- Arnold Schwarzenegger (VF : Daniel Beretta et VQ : Éric Gaudry) : Trench Mauser (caméo)

## Production

### Genèse et développement
Courant 2005, le scénariste David Callaham présente à Warner Bros. le premier jet d'un scénario, intitulé Barrow, sur des mercenaires. Il le réécrit deux fois avant de proposer une version finale en 2006. Fortement intéressé, Sylvester Stallone utilise le script de Barrow pour en faire le point de départ de The Expendables. À l'origine, les studios n'étant pas convaincus, le film ne devait pas sortir au cinéma, mais directement en DVD. C'est seulement grâce à la volonté de Stallone et l'emballement des fans pour le projet à la suite d'une promotion de Stallone sur internet que le film sort en salles.

### Attribution des rôles
Sylvester Stallone avait déjà tourné avec certains des comédiens du film : Dolph Lundgren dans Rocky 4 en 1985 où il incarnait Ivan Drago, Mickey Rourke dans Get Carter et Eric Roberts dans L'Expert. Mickey Rourke avait déjà joué avec Eric Roberts dans Le Pape de Greenwich Village (1984) et Spun (2002) ; il a également joué avec Bruce Willis dans Sin City en 2005. Willis retrouve David Zayas après 16 blocs en 2006. Dolph Lundgren et Gary Daniels ont collaboré sur Retrograde en 2004. Steve Austin et Eric Roberts ont déjà collaboré dans Hunt to Kill. Terry Crews et Steve Austin ont joué dans Mi-temps au mitard en 2005, Terry Crews et Arnold Schwarzenegger dans À l'aube du sixième jour en 2000. Quant à Jet Li et Jason Statham, c'est leur troisième collaboration après The One (2001) et Rogue : L'Ultime Affrontement (2007). Jet Li et Randy Couture ont collaboré dans le film En sursis.
Pour le rôle de Gunnar, Dolph Lundgren a été le second choix de Stallone, le premier était Jean-Claude Van Damme, qui a refusé, car il n'acceptait pas de perdre un combat contre Jet Li, pensait que ce film était une erreur et était occupé par son film Full Love. Le personnage de Church devait être incarné d'abord par Steven Seagal, mais il refusa, faute « peut-être » à une très mauvaise expérience avec le producteur Avi Lerner, alors Arnold Schwarzenegger a été envisagé, mais il était retenu par ses fonctions de gouverneur, ensuite le rôle fut proposé à Kurt Russell qui le déclina car il « n'était pas intéressé par les films de groupes pour le moment », et finalement le rôle est revenu à Bruce Willis. Wesley Snipes a été envisagé pour le rôle de Hale Caesar, mais aucune offre officielle ne lui a été faite, après ré-écriture du scénario c'est Forest Whitaker qui s'est vu proposer le rôle, mais il n'a pu l'endosser en raison d'un planning surchargé. Le rappeur 50 Cent a été un temps pressenti mais les critiques des fans étaient si négatives que Stallone décida finalement d'engager Terry Crews, le rappeur jouera le rôle de Easy Day dans le 4 ème film. Ben Kingsley et Ray Liotta ont été envisagés pour le rôle de Munroe avant qu'Eric Roberts ne l'obtienne. Chuck Norris a lui aussi refusé, mais le rôle de Booker lui sera attribué dans le 2e opus de la saga. Scott Adkins était pressenti pour jouer le rôle de Dan Paine, mais tournait à la même période le film Un seul deviendra invincible : Rédemption, il obtiendra le rôle de Hector dans Expendables 2 : Unité spéciale.
Stallone étant un admirateur de la série Dexter, il souhaitait engager Michael C. Hall dans le rôle du général Garza, mais l'acteur, atteint d'un cancer, a été contraint de décliner l'offre. Stallone a donc demandé à David Zayas de reprendre le rôle. Brittany Murphy, quant à elle, devait jouer dans le film mais son rôle aurait été supprimé lors du tournage, quelque temps avant sa mort. Des rumeurs disaient que Sandra Bullock avait un rôle dans le film mais l'actrice a démenti en disant qu'elle n'a jamais eu de propositions pour le film. Néanmoins, elle reste intéressée par l'idée de jouer dans une suite du film. C'est Julie Benz, la partenaire de Stallone dans John Rambo qui a convaincu Charisma Carpenter de tenir le rôle de Lacy et c'est la scène finale d'un épisode d'Angel qui a convaincu Stallone.
Les seuls acteurs qui apparaissent aux 4 épisodes de la saga sont Sylvester Stallone, Dolph Lundgren, Jason Statham, et Randy Couture.

### Tournage
La production débute le 3 mars 2009. Le tournage commence 25 jours plus tard à Rio de Janeiro et d'autres villes du Brésil, dont Mangaratiba, Niterói, ainsi que la Baie de Guanabara et à Colônia Juliano Moreira et Parque Lage. Après un arrêt le 25 avril 2009, le tournage reprend le 11 mai 2009 en Louisiane à Elmwood et La Nouvelle-Orléans, notamment dans le Quartier Français, St. Peter Street, Fort Macomb, Claiborne Avenue et sur l'autoroute Interstate 10.
Le 2 juin 2009, West Coast Customs Street Customs construit trois Ford F100 de 1955 personnalisées conduites par Sylvester Stallone dans le film. Une a été utilisée pour la scène de course-poursuite, la seconde pour les tournages sur écran vert et la troisième pour l'usage privé de Stallone. L'hydravion utilisé dans le film est un Grumman HU-16 Albatross. Le tournage s'achève en juillet 2009, mais le 27 octobre 2009, Sylvester Stallone, Arnold Schwarzenegger et Bruce Willis se retrouvent pour tourner la scène dans l'église à Hollywood (c'est Bruce Willis qui a eu l'idée de faire cette réunion entre les trois personnages, à la base Schwarzenegger ne participait pas à la scène, il devait faire une scène en extérieur avec Stallone, chacun à bord d'un pick up, les deux hommes devaient se retrouver côte à côte à un feu rouge). Sylvester Stallone s'est blessé à la suite d'une scène de bagarre du film contre l'ancien catcheur Stone Cold Steve Austin.
Mickey Rourke n'a été disponible que pendant quarante-huit heures car il tournait Iron Man 2, ce qui explique qu'il ait la même coiffure dans les deux films.

### Musique
Bandes originales de Expendables
Expendables 2 : Unité spéciale
(2012)
Brian Tyler a annoncé lui-même sur son site qu'il avait signé pour composer la bande originale du film. Il avait déjà travaillé avec Stallone pour John Rambo en 2008. Le groupe de rock Shinedown a enregistré spécialement pour le film la chanson "Diamond Eyes (Boom-Lay Boom-Lay Boom)", qui a été utilisée seulement dans la bande-annonce, mais plus tard, la chanson sera intégrée dans la version longue du film. Le titre "Paradise City" de Guns N' Roses est également présent dans une autre bande-annonce. "The Boys Are Back in Town" de Thin Lizzy apparaît dans les spots TV et dans le générique de fin. Le titre Mississippi Queen du groupe  Mountain  est aussi présent dans le film.
Toutes les chansons sont écrites et composées par Brian Tyler.
| No  | Titre                | Durée |
| --- | -------------------- | ----- |
| 1.  | The Expendables      | 3:22  |
| 2.  | Aerial               | 2:58  |
| 3.  | Ravens And Skulls    | 4:49  |
| 4.  | Lee And Lacy         | 2:15  |
| 5.  | Massive              | 3:24  |
| 6.  | The Gulf Of Aden     | 6:56  |
| 7.  | Lifeline             | 4:29  |
| 8.  | Confession           | 2:56  |
| 9.  | Royal Rumble         | 3:41  |
| 10. | Scanning The Enemy   | 3:47  |
| 11. | The Contact          | 1:31  |
| 12. | Surveillance         | 3:27  |
| 13. | Warriors             | 3:49  |
| 14. | Trinity              | 4:19  |
| 15. | Waterboard           | 3:01  |
| 16. | Losing His Mind      | 2:37  |
| 17. | Take Your Money      | 2:41  |
| 18. | Giant With A Shotgun | 3:57  |
| 19. | Time To Leave        | 1:55  |
| 20. | Mayhem And Finale    | 5:47  |

## Accueil

### Accueil critique
Expendables : Unité spéciale a obtenu dans l'ensemble des critiques négatives dans les pays anglophones lors de sa sortie en salles. Le site Rotten Tomatoes lui attribue un pourcentage de 42 %, basé sur 210 commentaires et une note moyenne de 5.3⁄10 sur la catégorie All Critics et un pourcentage de 31 %, basé sur 32 commentaires et une note moyenne de 5⁄10. Le site Metacritic lui attribue une moyenne de 45⁄100, basé sur 35 commentaires.
En France, le film est assez bien accueilli par une partie de la presse ou critiques spécialisées. Le site Allociné, ayant recensé dix-sept titres de presse, obtient une note moyenne de 2.8⁄5.

### Box-office
Les commentaires variés n'ont pas empêché au film de connaître un triomphe en salles : aux États-Unis, il reste durant ses deux premières semaines en tête du box-office avec un cumul de 72,5 millions de dollars de recettes engrangées. Finalement, le long-métrage a récolté un total de 103 millions de dollars en dix semaines, pour un budget de 80 millions. Toutefois, c'est à l'étranger que le succès s'accroît, puisqu'à l'international (hors États-Unis), le film a récolté 171,4 millions de dollars. La Chine a réalisé la meilleure recette avec 31,7 millions de dollars.
En France, le film démarre à la première place avec plus de 773 000 entrées en première semaine, mais va chuter à la seconde place la semaine suivante, tout en restant dans le Top 10 durant quatre semaines consécutives, pour finir avec 1,6 million d'entrées. Expendables est le troisième meilleur score en France pour Sylvester Stallone en tant que réalisateur derrière Rocky 4 et Rocky 3.
| Pays ou région | Box-office        | Date d'arrêt du box-office | Nombre de semaines |
| -------------- | ----------------- | -------------------------- | ------------------ |
| États-Unis     | 103 068 524 $     | 21 octobre 2010            | 10                 |
| France         | 1 651 610 entrées | 12 octobre 2010            | 8                  |
| Total mondial  | 274 470 394 $     | 9 janvier 2011             | -                  |

## Distinctions
Source principale

### Récompenses
- Prix du BMI Film Music Award de la meilleure musique de film (Brian Tyler).
- Prix du Taurus Award de la meilleure œuvre incendie (la jetée du port en feu).

### Nominations
- Nommé au Saturn Award du meilleur film d'action / aventure.
- Nommé au Razzie Award du pire réalisateur (Sylvester Stallone).
- Nommé au VES Award des meilleurs modèles et miniatures utilisés dans un film (l'explosion du palais).
- Nommé au Taurus Award de la meilleure bagarre (la bagarre générale dans la cave du palais).

## Analyse